# Gare de Kita-Uwajima
La gare de Kita-Uwajima (北宇和島駅, Kita-Uwajima-eki) est une gare ferroviaire localisée dans la ville d'Uwajima, dans la préfecture d'Ehime au Japon. La gare est exploitée par la JR Shikoku, sur les lignes Yodo et Yosan.

## Situation ferroviaire
Établie à 10 mètres d'altitude, la gare de Kita-Uwajima est située au point kilométrique (PK) 296,1 de la ligne Yosan. La gare est également le terminus de la ligne Yodo, cependant tous les trains de ligne vont jusqu'à la gare voisine d'Uwajima en empruntant la ligne Yosan.

## Histoire
- 2 juillet 1941 : Ouverture de la gare.
- 1er avril 1987 : La Japanese National Railways est découpée en plusieurs sociétés, la JR Shikoku reprend l'organisation de cette gare.

## Service des voyageurs

### Lignes ferroviaires
- JR Shikoku :
  - Ligne Yodo G46
  - Ligne Yosan U27

### Quai
- Cette gare dispose d'un quai et de deux voies.

| N° de voie | Ligne            | Direction              |
| ---------- | ---------------- | ---------------------- |
| 1・2       | ▆ Yosan          | Yawatahama / Matsuyama |
| 1・2       | ▆ Yodo           | Wakai                  |
| 1・2       | ▆ Yosan (▆ Yodo) | Uwajima                |